# Kozica południowa
Kozica południowa (Rupicapra pyrenaica) – ssak z rodziny wołowatych.

## Systematyka
Podgatunki kozicy południowej:
- kozica pirenejska  - Rupicapra pyrenaica pyrenaica – Pireneje
- kozica kantabryjska – R. p. parva – Góry Kantabryjskie
- kozica apenińska – R. p. ornata – Apeniny, Park Narodowy Abruzji, Lacjum i Molise

## Liczebność
Kozica kantabryjska i kozica pirenejska (odpowiednio 26500 i 8000 osobników) są taksonami niezagrożonymi, natomiast kozica apenińska (800 osobników) jest podgatunkiem zagrożonym, lecz widmo jej wymarcia zostało zażegnane dzięki podjęciu kategorycznych działań ochronnych.